# أحمد كاتيكسيز
```

```

أحمد كاتيكسيز (مواليد 8 يوليو 1981، أدرنة) هو مخرج ومنتج أفلام تركي. تخرَّج من قسم السينما والتلفزيون بجامعة دوكوز إيلول. وهو متزوج من المخرجة والسيناريست دينيز أكجاي كاتيكسيز.

## قائمة اعماله
- شارع الأعشى (مسلسل)
- لوعة قلب (مسلسل)
- العشق الأسود (مسلسل)
- المدينة البعيدة (مسلسل)
- اصطدام (مسلسل تركي)
- البطل (فيلم 2018)
- اللهيب (مسلسل)
- العائلة (مسلسل تركي)